# Pteromalus apum
Pteromalus apum är en stekelart som först beskrevs av Anders Jahan Retzius 1783.  Pteromalus apum ingår i släktet Pteromalus och familjen puppglanssteklar. Enligt den finländska rödlistan är arten nära hotad i Finland. Arten är reproducerande i Sverige. Artens livsmiljö är åsmoskogar. Inga underarter finns listade i Catalogue of Life.